# Органум (ансамбль)
«Орга́нум» (фр. «Ensemble Organum») — французский мужской вокальный ансамбль, специализирующийся на исполнении средневековой духовной музыки. Основан в 1982 году Марселем Пересом (р. 1956). Пик творческой активности — от второй половины 1980-х до начала 2000-х годов. Официальная резиденция ансамбля (с 2001) — Аббатство Сен-Пьер (Муассак / Франция).

## Краткая характеристика
Состав ансамбля менялся, в разное время в него входили Антуан Сико (фр. Antoine Sicot), Жозеп Кабре (фр. Josep Cabré), Жозеп Бене (фр. Josep Benet), Жерар Лен (фр. Gérard Lesne), Малколм Босуэлл (Malcolm Bothwell), Доминик Вейяр (фр. Dominique Vellard). Для отдельных тематических программ привлекались певицы, в том числе, сестра Мария Керуз (Keyrouz), изредка также использовались инструменты (в том числе, сам Перес играл на клавишных инструментах). 
Основа репертуара — средневековая монодия и полифония в «реконструкциях» (т.е. редакционных интерпретациях) Переса. Наиболее характерная черта таких интерпретаций — «импровизационная» полифоническая обработка монодических оригиналов — пение их с органным пунктом (исоном), с использованием техники мелизматического / параллельного / непараллельного органума,  фобурдона и др. Другая хорошо ощутимая на слух особенность интерпретаций Переса — украшение монодии (григорианской и всякой другой) «в византийском стиле», с использованием различного рода «ориентальных» мелизмов (морденты, группетто, вибрато) и орнаментальной микрохроматики. Вся эта орнаментика также носит «импровизационный» характер (в нотах оригинальных «монодических» манускриптов морденты, вибрато, микроинтервалы и пр. мелизмы не выписываются).
Значительная доля «реконструкций» ансамбля «Органум» приходится на региональные (негригорианские) традиции церковной монодии. С 1985 ансамбль записал 4 диска староримского распева, по диску амвросианского распева, беневентанского распева, мозарабского распева. В записях «региональных диалектов» западной монодии неоднократно участвовал Ликург Ангелопулос, который пел сольные разделы в респонсорных формах хорала (все греческие версы; латинские — поочерёдно с Пересом).
Ансамбль гастролировал по всему миру, в том числе в Москве (2005).  

## Дискография
Примечание. В скобках указана дата записи диска
- (1983) Polyphonie aquitaine du XIIe siècle: St. Martial de Limoges / HMC 901134
- École de Notre-Dame (1). Messe du Jour de Noel / HMC 901148
- Chants de l'Église de Rome (1). Période byzantine / HMC 901218
- Josquin Desprez: Missa Pange lingua / HMC 901239
- Codex Chantilly: airs de cour du XIVe siècle / HMC 901252
- Corsica: Chants polyphoniques
- François Couperin: Messe a l’usage ordinaire des paroisses (1690)
- Chants de l'Église Milanaise
- Plain-chant de la Cathedrale d’Auxerre / HMC 901319
- Ludus paschalis sive de Passione Domini
- Le jeu des pèlerins d’Emmaüs: drame liturgique du XIIe siècle / HMC 901347
- Messe de Tournai (анонимная Турнейская месса, Франция, XIV в.) / HMC 901353
- Codex Faenza (вокальная музыка XIV в. и ее интабуляции) / HMC 901354
- Chants de L'Église de Rome (2). Messe de Saint Marcel
- Palestrina: Missa "Viri Galilaei" etc.
- Chants Cisterciens
- Graduel d’Aliénor de Bretagne (Градуал Элеоноры Британской; Франция, XIII в.)
- Ockeghem: Requiem
- Chant de la Cathedrale de Benevento
- Plain-Chant Parisien: XVIIe et XVIIIe siècles
- Chant Corse: Manuscrits franciscains des XVIIe-XVIIIe siècles
- Chant Mozarabe Cathédrale de Tolède (XVe siècle)
- École Notre Dame (2). Messe de la Nativité de la Vierge
- Laudario di Cortona. Un mystère du XIIIe siècle
- Guillaume de Machaut. La Messe de Nostre Dame
- Chants de l'église de Rome (3). Vêpres du jour de Pâques
- Hildegard von Bingen: Laudes de Sainte Ursule
- Compostela ad Vesperas Sancti Iacobi. Codex Calixtinus
- Chants de l'église de Rome (4). Incarnatio Verbi
- Ad vesperas Sancti Ludovici Regis Franciae (1682)
- Le Chant des Templiers. Manuscrit du Saint Sépulcre de Jérusalem XIIe siècle
- Missa Gotica (Toulouse, Barcelona, Avignon, Apt; XIVe siècle)
- (2010) Anthonius Divitis. Antoine de Févin: Lux Perpetua. Requiem